# 高冠吾
高 冠吾（こう かんご、1892年〈光緒18年〉 - 1957年）は中華民国の軍人、政治家。汪兆銘政権（南京国民政府）の要人の1人である。旧名は愈。

## 事跡
保定陸軍軍官学校を卒業後、新聞『民権報』の記者となった。その後、軍人に戻り、広州江防司令部参謀長兼代理司令、広東全省航政局監督、貴州督軍公署参謀長などを歴任した。さらに王天培率いる国民革命軍第10軍の副軍長として北伐に参加している。北伐の最中では、徐州警備司令などをつとめた。
1938年（民国27年）3月、高冠吾は、中華民国維新政府に参加した。綏靖部次長、南京市政督弁（後に南京特別市長）を歴任した。なお、南京特別市市長の地位には、維新政府解散後も引き続き留まっている。
1940年（民国29年）3月、汪兆銘（汪精衛）が南京国民政府を樹立すると、高冠吾は中央政治委員会委員（以後、4期務める）に任命される。6月には江蘇省政府主席となった。翌年12月、安徽省政府主席に異動する。1943年（民国32年）3月、清郷委員会駐安徽弁事処主任となる。同年冬には、物資調査委員会と新国民運動促進委員会の安徽省主任も兼ねている。同年末に、江西省省長に異動し、軍事委員会委員長駐九江綏靖公署主任も兼任した。その後も、軍事委員会委員、国民政府委員をつとめている。
日本敗北後、高冠吾の動向について詳細はうかがえない。しかし、中華人民共和国建国後も大陸に留まり、1957年、山東省で死去した。享年66。

## 注
1. ↑  徐友春主編『民国人物大辞典 増訂版』は1905年（清光緒31年）としているが、経歴上整合性がとれると思われる『最新支那要人伝』、59頁の1892年という記述を本記事では採る。